# Mauritz Fröberg
Mauritz "Murre" Ludvig Fröberg, född 19 februari 1851 i Uppsala, död 4 maj 1907 i Lund, var en svensk skådespelare och teaterdirektör. Han var bror till Johan Fröberg.
Fröberg var engagerad vid fadern Johan Fröbergs teater, hos Thérèse Elfforss 1877–1880, åter hos fadern 1880–1884 och från 1884 i eget sällskap som han övertagit från fadern. Bland de roller han gjort märks Håkansson i Doktor Ståhl, Reifv. Reiflingen, Herr registratorn och Maroufle i Lille hertigen, Lambertuccio i Boccaccio, Eleonor i Tjufskyttarne och Dou Pomponio i Donna Juanita. Fröberg är begravd på Norra kyrkogården i Lund.